# Nicola Chetta
Nicola Chetta (på albanska Nikollė Keta), föddes cirka 1740 i den arberesjiskbefolkade byn Contessa Entellina i Italien, dog den 15 oktober 1803, var en albansk författare och poet. Han är känd för att ha skrivit den första albanska sonetten, 1777.